# 约翰·佩斯卡托雷
约翰·佩斯卡托雷（英語：John Pescatore，1964年2月2日—），美国男子赛艇运动员。他曾代表美国参加1988年和1992年夏季奥林匹克运动会赛艇比赛，其中1988年奥运会获得一枚铜牌。